# Clare Crockett
Clare Theresa Crockett (Derry, Irlanda del Norte; 14 de noviembre de 1982 - Manabí, Ecuador; 16 de abril de 2016) fue una monja católica y actriz irlandesa.Es reconocida por la Iglesia católica como Sierva de Dios.

## Biografía
Clare Crockett nació en Derry en Irlanda del Norte. Trabajó como actriz de teatro, escritora y directora para Channel 4. 
Ella quería convertirse en una actriz famosa, después que interpretó un papel en la película Sunday, dirigida por Charles McDougall, que describe el Domingo Sangriento en Irlanda del Norte.
Luego de una experiencia religiosa el Viernes Santo de 2000, sucedida en España, vivió una conversión acelerada y cada vez más fuerte hacia el catolicismo. Esa conversión fue la que la hizo convertirse en religiosa, y entró en el convento de las Siervas del Hogar de la Madre en España, donde recibió el nombre de Clare María de la Trinidad y el Corazón de María.
Trabajó en España, Estados Unidos y Ecuador
El 16 de abril de 2016, mientras tocaba la guitarra y cantaba con sus compañeras, la casa de su comunidad se derrumbó debido al terremoto de Ecuador de 2016. Horas más tarde fue encontrada sin vida bajo los escombros. Murió a causa de politraumatismos, en una comunidad de Riochico, Portoviejo, Ecuador.
El 12 de enero de 2025 se llevó a cabo la apertura de la causa de beatificación de la hermana Clare Crockett en la Catedral Magistral de los Santos Niños Justo y Pastor de Alcalá de Henares, en Madrid, España. La ceremonia tuvo lugar a las 17:30 horas y marcando el inicio formal del proceso para investigar la vida y virtudes de la Hna. Clare, quien fue reconocida por su dedicación al servicio y su compromiso con la evangelización.
Las Siervas del Hogar de la Madre han sido constituidas en parte actora de la causa en la que la Hna. Kristen Gardner, Sierva del Hogar de la Madre, ha sido nombrada postuladora.

## Legado

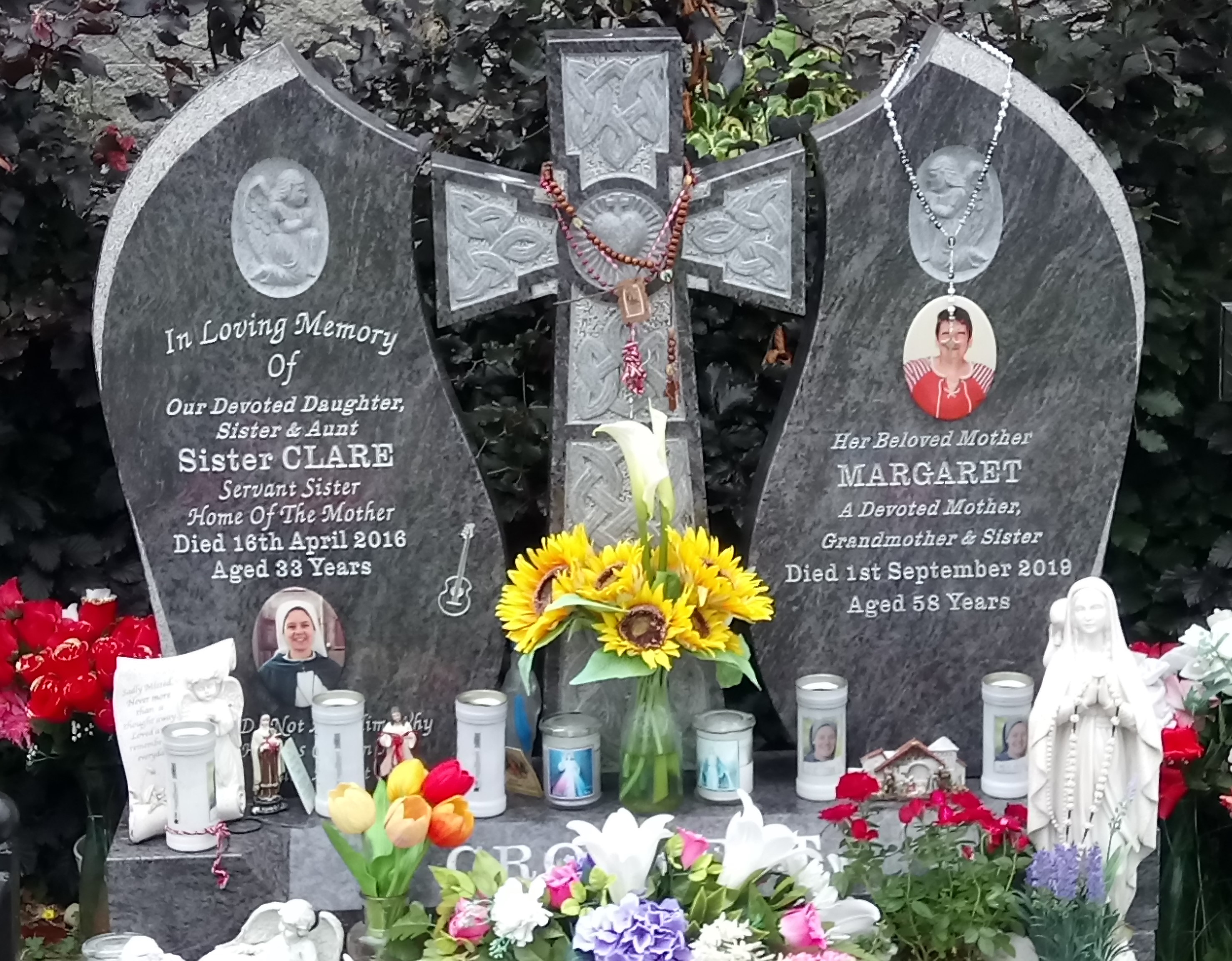
Tumba de la Hermana Clare Crockett en el cementerio de la ciudad de Derry.

Su película-documental biográfica O todo o nada resume su vida. 
En 2020, se le atribuyeron milagros y hubo llamados para que sea declarada santa. Estos llamados persisten en la actualidad, y aumentan cada vez más, a medida que más personas conocen la vida de la Hermana Clare.

## Causa de beatificación
Se le atribuyeron varias curaciones y milagros de fertilidad por parte de personas que rezaron por su intercesión, y un artículo publicado en 2020 en The Irish Catholic hacía referencia a peticiones para que fuera declarada santa. En enero de 2021, su orden declaró que, aunque habían empezado a «dar pasos con vistas a abrir la causa» de su beatificación, tal paso dependería de las autoridades eclesiásticas locales de Ecuador, tal y como establece el documento Sanctorum Mater de la Iglesia Católica de 2007. En el mismo comunicado, la orden calificó de «fake news» la afirmación de que abriría una causa de beatificación en 2021, señalando que el proceso de beatificación no comienza hasta al menos 5 años después de la muerte de una persona. La orden emitió otra declaración aclaratoria en septiembre de 2021, señalando que, aunque «realmente parece que Nuestro Señor le permite interceder y ayudar a la gente», simplemente visitar su tumba un número fijo de veces o pedirle ayuda «no es mágico». Dijeron que pedir la intercesión de la Hna. Clare depende de la petición, de la fe de cada uno y de la voluntad de Dios.
En mayo de 2023, la Hna. Kristen Gardner declaró que había sido nombrada postuladora de la causa de beatificación de la Hna. Clare. Dijo que la apertura de la causa estaba en marcha y se había trasladado a la diócesis de Alcalá de Henares en España después de recibir el permiso del obispo de Portoviejo, de Roma y de su obispo local. Dijo que esto se había hecho para facilitar el proceso, ya que su comunidad tiene su sede en España, y también porque la Hna. Clare había vivido allí la mayor parte de su vida religiosa.
El 12 de enero de 2025, la hermana Clare fue declarada Sierva de Dios en la diócesis de Alcalá de Henares,abriendo así su proceso de beatificación que podría terminar con la subida a los altares o la canonización.